# Caso Antonini Wilson
El Caso Antonini Wilson es un proceso judicial y una polémica generada cuando Guido Antonini Wilson, un empresario venezolano, llegó a Argentina, el 4 de agosto de 2007, con una maleta con 790.550 dólares que no había declarado a su llegada y que fueron decomisados. El caso tuvo una amplia repercusión mediática porque coincidió con la campaña presidencial de Cristina Fernández de Kirchner y la presentación del referéndum por parte del presidente Hugo Chávez para cambiar la constitución del país, incluyendo normas que le permitirían buscar la reelección.
El caso, que involucró a ciudadanos argentinos, estadounidenses y venezolanos, fue calificado por el periodismo y la opinión pública como el «escándalo de la valija», el «escándalo del maletín», el «maletinazo», el «maletagate» o el «valijagate».
Antonini cuenta con pedidos de extradición de Venezuela y Argentina, pero Estados Unidos no ha respondido a estos todavía.
En octubre de 2021 el exjefe de inteligencia militar Hugo Carvajal declaró que el gobierno venezolano aportó 21 millones de dólares para la campaña electoral de Cristina Fernández de Kirchner.
En septiembre de 2023 Claudio Uberti fue hallado culpable del ingreso del maletín a Argentina y condenado a 4 años y 6 meses de prisión.

## Crónica

Diagrama Caso Antonini Wilson

A principios de agosto del 2007, el presidente Hugo Chávez planificaba una visita a Argentina para firmar un acuerdo para la venta de gas licuado y la compra de bonos argentinos. Días antes de la visita del presidente venezolano, el 4 de agosto del 2007 a las 2:40, aterrizó en el Aeroparque Jorge Newbery de Buenos Aires, proveniente del Aeropuerto Internacional de Maiquetía Simón Bolívar, un vuelo privado de la empresa Royal Air que transportaba funcionarios públicos venezolanos y argentinos, algunos de ellos relacionados con el sector energético. En este vuelo, que fue contratado por Enarsa (Energía Argentina S. A.), se encontraban, entre otros, los argentinos Exequiel Espinoza (presidente de Enarsa), Claudio Uberti (director del OCCOVI, Órgano de Control de Concesiones Viales), Victoria Bereziuk (asistente de Uberti) y Daniel Uzcategui Specht (hijo del vicepresidente) y Guido Antonini Wilson (empresario venezolano). Cuando la agente de la Policía de Seguridad Aeroportuaria (PSA) María del Luján Telpuk ordenó abrir una valija del empresario venezolano Antonini Wilson encontró USD 790.550. 
En ese momento en la Argentina se llevaba adelante la campaña de Cristina Fernández de Kirchner para las elecciones presidenciales de 2007.
En diciembre de 2007, el FBI arrestó en Florida a tres ciudadanos venezolanos y uno uruguayo, y los acusó de ser agentes del gobierno venezolano, y de haber presionado a Antonini ―quien desde el escándalo se encontraba colaborando con el FBI (Oficina Federal de Investigaciones) en Miami― para que no revelara el origen y el destino del dinero decomisado en Argentina.
Ambos presidentes negaron las acusaciones y acusaron a Estados Unidos de intentar dañar las relaciones entre Argentina y Venezuela.
El 2 de septiembre de 2008, comenzó un juicio en Estados Unidos solamente contra el venezolano Franklin Durán, ya que los otros tres acusados se habían declarado culpables.

### Guido Antonini Wilson
Guido Alejandro Antonini Wilson, nacido el 8 de abril de 1961, es propietario de Kola El Polo en Venezuela, siendo además presidente del consejo municipal de La Victoria (estado Aragua). Su madre, de apellido Wilson, era estadounidense. Su esposa es Jaqueline Regnault, una exitosa corredora de bienes, con raíces en esa misma ciudad. Dirigió despachos de la industria petrolera de Estados Unidos con lazos en Venezuela, a través de firmas como Venuz Supply, registrada en 1994 en Miami (estado de Florida). Directivo de diversas empresas estadounidenses y en Venezuela, trabajó en la industria  Klim Petro Inversiones CA de Carlos Kauffman y Franklin Durán. Venoco es una empresa fabricante de lubricantes para uso automotriz que mantiene relaciones comerciales con PDVSA (Petróleos de Venezuela).
En 2006, Durán, Antonini y Kauffman participaron en el rally europeo Gumball 300, representado los dos Porsches del equipo Venoco; también se han visto ese mismo año participando en el rally en un Ferrari 360 Modena, con el patrocinio del Gobierno de la República Bolivariana de Venezuela.
Los agentes de la Aduana y la Policía de Seguridad Aeroportuaria de Argentina descubrieron en la maleta de Antonini 790 550 dólares,
los que fueron decomisados en base al artículo 978 del Código Aduanero,
ya que no habían sido declarados antes de realizarse el control.
Ante la pregunta de si «la valija era de Uberti y se la quisieron cargar a usted», Antonini respondió: «La valija era para la campaña presidencial. Yo supuse que era de Uberti y él me dijo que la manejaba el presidente. Yo me baso en lo que Uberti me dijo en Miami, cuando me envió saludos de parte del entonces presidente Néstor Kirchner».
El día 6 de agosto de 2007, Hugo Chávez llegó a Argentina para firmar varios acuerdos relacionados con el petróleo en varios países sudamericanos y la compra de 1000 millones de dólares en títulos del Bono del Sur.
Un día después Antonini Wilson abandonó la Argentina, con rumbo a Uruguay, sin reclamar el dinero que le había sido secuestrado, casi 400 000 dólares tras el pago de la multa correspondiente.
Antonini quedó en libertad en Miami a cambio de su testimonio, participando como colaborador en marzo de 2013, a juzgar por sus negocios con la única empresa que dejó "Fox Delta Investments Inc", vive en la exclusiva isla de Key Biscayne, Miami en Estados Unidos y sigue haciendo negocios y ganando miles de dólares pasando bajo perfil. Luego de 11 años prescribió el caso de Antonini Wilson y el maletín de los 800 mil dólares en Argentina reafirmando que la maleta no era suya. La Corte Federal de Miami calificó la maleta como propiedad de PDVSA

## Repercusiones
Un fiscal de Estados Unidos afirmó que tenía pruebas de que el gobierno del presidente venezolano Hugo Chávez trató de canalizar secretamente cientos de miles de dólares para la campaña de Cristina Fernández de Kirchner. Wilson aseguró que el dinero era para la campaña presidencial.
Según el fiscal, los gobiernos de Argentina y Venezuela acordaron encubrir el origen y el destino de la valija. El fiscal Tom Mulvihill dijo:

Hay numerosas grabaciones en las que ellos [los acusados] dejan bien claro que había un acuerdo entre los gobiernos de Argentina y Venezuela en el que la verdadera fuente de los fondos sería suprimida y este problema desaparecería, siempre y cuando Antonini colaborara.

Tras el incidente, el gobierno argentino pidió explicaciones a PDVSA y al gobierno venezolano, ya que Antonini Wilson había abordado el vuelo debido a un pedido del hijo del vicepresidente de la empresa.
En respuesta al pedido, PDVSA expresó su intención de colaborar con la causa e inició una investigación administrativa.
El gobierno venezolano, en cambio, declaró que Antonini Wilson no integraba la comitiva del presidente Chávez y que se trataba de un asunto de un particular. También expresó que el avión había realizado una escala en Santa Cruz de la Sierra (Bolivia) antes de ingresar a la Argentina, poniendo en duda que el dinero hubiera salido de Venezuela. El gobierno de Bolivia, en cambio, afirmó que el avión solamente había sobrevolado el territorio y no había aterrizado en ningún aeropuerto del país.
En cuanto a los funcionarios argentinos, uno de los pasajeros del avión era Claudio Uberti, un alto funcionario del gobierno de Kirchner, mano derecha del ministro de Planificación y encargado de supervisar la relación comercial entre Argentina y Venezuela.
El ministro argentino de Planificación, Julio de Vido, declaró que Claudio Uberti ―director del OCCOVI (Órgano de Control de Concesiones Viales)― era el «responsable político» de ese vuelo.
El gobierno argentino le pidió la renuncia a Claudio Uberti, quien dimitió el 9 de agosto de 2007. Un día después, el presidente de PDVSA, Rafael Ramírez, declaró que los medios estaban tratando de poner a PDVSA en una mala imagen por eventos que serían totalmente falsos.
Dijo que era un intento premeditado de linchar en público la institución de PDVSA y sus trabajadores por hechos que no habían sido corroborados. El segundo vicepresidente del parlamento venezolano, Roberto Hernández, declaró que los gerentes de PDVSA que fueron con Antonini Wilson también deberían ser despedidos.
Finalmente, el 16 de agosto de 2007, el vicepresidente de PDVSA, Diego Uzcátegui presentó su renuncia.
La oposición venezolana llevó a cabo una marcha en Caracas, en protesta por el escándalo generado. Dicha marcha fue llamada «El Maletinazo» o «La Marcha de los Maletines Vacíos».

### Proceso judicial en Argentina
En Argentina, en un principio, Guido Antonini Wilson fue acusado por contrabando.
La jueza argentina Marta Novatti tomó el caso, pero renunció poco después al mismo debido a las críticas.
La causa cayó en manos del juez federal Diego Zysman, quien rechazó la recusación de la jueza y puso la causa en manos de la fiscal María Luz Rivas Diez. El 14 de agosto de 2007 la fiscal pidió la captura internacional de Guido Antonini Wilson, y dos días después, el 16 de agosto, la Sala B de la Cámara de Apelaciones en lo Penal Económico ratificó a la jueza Novatti al frente de la causa.
A fines de agosto de 2007, Antonini Wilson fue encontrado por el FBI en su casa, ubicada en Miami, y si bien no quedó detenido, se le dispuso una inhibición de abandonar el país sin autorización judicial.
Tras el pedido de la jueza Novatti, la Cancillería envió, el 1 de septiembre de 2007, el pedido de extradición del empresario a la embajada argentina en Washington DC, el cual fue recibido por el Departamento de Estado el 5 de septiembre de 2007. Tras recibirlo, funcionarios del Departamento de Estado declararon que la extradición podría demorar hasta un año.
La extradición se complicó cuando Guido Antonini Wilson decidió colaborar con el FBI y se inició una causa contra tres ciudadanos venezolanos y un uruguayo acusados de ser agentes del gobierno de Chávez (para más información véase Proceso judicial en los Estados Unidos). A mediados del mes de diciembre, la acusación fue ampliada al agregarse la figura de «lavado de dinero».
El 1 de enero de 2008, la Cancillería argentina presentó ante el Departamento de Estado estadounidense otro pedido de extradición, que incluía la nueva acusación.
En junio de 2018, el juez en lo Penal Económico Pablo Yadarola, que se negó a procesar al exfuncionario Claudio Uberti, y el fiscal Pablo Turano, fueron los encargados de cerrar la causa. A casi once años del escándalo, finalmente el caso prescribió, tras la indagatoria a Claudio Uberti que se mantuvo con bajo perfil, mientras el principal Antonini Wilson no se presentó, el expediente pasó por tres jueces de primera instancia y llegó hasta la Corte Suprema, no se llegó a ninguna condena ni se logró procesar a Uberti, la fiscalía no reunió las pruebas suficientes. la fiscal María Luz Rivas Diez del caso exclamo:

«Luchamos contra todo el poder político que protegió a Uberti porque temían que abriera la boca. Fue luchar contra molinos de viento», dijo esta semana a La Nación. «Aun así, es increíble que la causa no haya llegado a una condena y ni lográramos que lo procesaran a Uberti, y es una vergüenza que ya pisando este gobierno no se haya podido avanzar sobre él»

En agosto de 2018 el juez Penal Económico Pablo Yadarola decide reabrir el caso, Claudio Uberti se declara imputado colaborador después del escándalo del cuaderno de las coimas   y recordó que existe pedido de ex-tradición a los tres venezolanos vigente hasta 2021
El 5 de julio de 2019 procesaron a tres funcionarios: Claudio Uberti, Julio De Vido (ministro de Planificación Federal, Inversión Pública y Servicios 2003-2007) y Ricardo Echegaray (director general de Aduanas Arg. 2004 y 2008). Todos quedaron embargados por 50 millones de pesos. En la resolución se explica que el dinero habría tenido como destino ser usado “para la financiación de campañas políticas y/o el enriquecimiento de funcionarios públicos“
El 27 de septiembre de 2023 Claudio Uberti fue condenado a cuatro años de prisión, mientras que Julio De Vido y Ricardo Echegayar fueron absueltos.

### Proceso judicial en Venezuela
En Venezuela hay un estricto control cambiario desde el 2003. Las actuales regulaciones declaran que tratar de sacar del país más de 10 000 dólares en efectivo sin declarar es un delito.
Desde 2003, los venezolanos solo pueden obtener 500 dólares en efectivo para viajes una sola vez al año y 2500 dólares al usar su tarjeta de crédito y otros 300 para ser usados en compras realizadas por internet, todo esto una sola vez al año. Si quieren más, necesitan de un permiso especial por parte del gobierno, que justifique los medios ―como estudios, intercambios culturales, emergencias médicas, exportaciones, etc.―. Este es un trámite que se realiza a través de CADIVI.
Por esta razón, el fiscal general de la República Julián Isaías Rodríguez designó a dos fiscales, Nelson Mejías y Fernando Hércules, para iniciar una investigación, ya que ― al salir del país con el dinero― Guido Antonini Wilson habría violado los artículos 4.º y 6.º
de la Ley Contra Ilícitos Cambiarios.
El dirigente opositor Julio Montoya, del partido Un Nuevo Tiempo, denunció que existen retrasos en la investigación, responsabilizando al fiscal general.
Tras el alejamiento de Isaías Rodríguez de la Fiscalía General debido al término de su mandato, el Parlamento venezolano designó para ese cargo a Luisa Ortega Díaz. La fiscal le solicitó a la justicia argentina las declaraciones de Antonini Wilson donde declara de manera expresa que el dinero era de su propiedad.
El 2 de agosto de 2008, la Fiscalía venezolana solicitó a Estados Unidos la extradición de Antonini, pero este pedido no ha sido respondido.
En octubre del 2008 cinco empresas dos casas y varias cuentas bancarias propiedad de Kauffman y Duaran fueron puestas medida de aseguramiento de bienes e incautación : Venoco, Llano Petrol y sus 150 estaciones de servicio, Unicambio (que tiene oficinas en Plaza Venezuela y en el CCCT), Inversora Comercializadora 2516 (propietaria de 50% de Perfoalca) y Klim Petro Inversiones (dedicada a servicios de perforación y operación de taladros para la actividad petrolera). Sin embargo el proceso no continuo por la usencia de Guido Antonini Wilson

### Proceso judicial en Estados Unidos
A inicios de diciembre de 2007, los venezolanos Moisés Maionica, Franklin Durán y Carlos Kauffman, y el uruguayo Rodolfo Wanseele fueron arrestados en Estados Unidos por el FBI, y posteriormente fueron acusados por el fiscal federal estadounidense Thomas Mulvihill de ser «agentes de la República Bolivariana de Venezuela».
Franklin Durán y Carlos Kauffman son los actuales propietarios de Venoco, empresa fabricante de lubricantes automotrices, en la cual Antonini Wilson trabajó como asesor.
Según el FBI, Guido Antonini Wilson había sido presionado en una serie de reuniones por los supuestos agentes para que aceptara dos millones de dólares estadounidenses a cambio de no revelar el origen ni el destino del maletín de 800 000 dólares.
La seguridad de las hijas de Antonini habría sido amenazada por los supuestos agentes venezolanos, a menos que este aceptara.
Antonini había estado colaborando con el FBI desde su llegada a Florida en agosto, y habría grabado las reuniones.
Según el FBI, Antonini entrevistó el 27 de octubre con un quinto agente venezolano, José Canchica, que habría llegado desde Caracas identificándose con Antonini por medio de la palabra clave Christian.
Canchina, que no fue capturado, habría ofrecido los dos millones de dólares de parte del gobierno venezolano, con la condición de que Antonini no revelara que los casi 800 000 dólares originales estaban «destinados a la campaña presidencial en la Argentina», presumiblemente de la entonces candidata presidencial Cristina Fernández de Kirchner.
De acuerdo al fiscal Mulvihill, el FBI cuenta con numerosas grabaciones donde consta que los gobiernos de Venezuela y Argentina habrían acordado ocultar la fuente y el destino de los 800 000 dólares decomisados a Antonini, siempre y cuando este último colaborara.
El 12 de diciembre de 2007, el fiscal Mulvihill declaró que uno de los detenidos, Franklin Durán, habría declarado que, en efecto, el dinero estaba dirigido para la campaña de Cristina de Kirchner, y que fondos adicionales ya habían sido previstos para esta campaña.
Por su parte, el 13 de diciembre de 2007, la presidenta argentina, Cristina Fernández de Kirchner, denunció las denuncias estadounidenses como «operación basura». El 18 de diciembre de 2007, el presidente venezolano, Hugo Chávez, negó que los acusados fueran agentes venezolanos y calificó al proceso judicial estadounidense como un intento del «imperio» de dañar a Venezuela y Argentina.
El 20 de diciembre de 2007, Victoria Bereziuk (la exsecretaria de Claudio Uberti), aseguró haber visto a Antonini Wilson en el acto en la Casa Rosada donde el presidente Hugo Chávez firmó los acuerdos petroleros con Argentina, el día 6 de agosto de 2007. Esta denuncia ya había sido hecha por el senador de la UCR Gerardo Morales y previamente por el abogado Ricardo Monner Sans. El jefe de Gabinete argentino, Alberto Fernández, negó que Antonini Wilson hubiera ingresado a la Casa de Gobierno.
El 23 de enero de 2008, Moisés Maionica, uno de los venezolanos detenidos por el FBI el mes anterior, se declaró culpable de ser un agente extranjero en los Estados Unidos. Maionica inicialmente se habría declarado inocente, pero finalmente cambió su postura, enfrentando una condena de hasta 15 años de cárcel.
Poco después, el Departamento de Justicia estadounidense emitió un comunicado, donde se aseguraba que el maletín de los 800 000 dólares decomisado a Antonini Wilson en Argentina, no pertenecía a este, quien lo cargaba por requerimiento de otro pasajero del vuelo privado, cuyo nombre no fue especificado.
De acuerdo a este comunicado, Antonini ignoraba la naturaleza del contenido del maletín.
El 11 de febrero de 2008, el juicio oral a los acusados fue postergado tres meses hasta el 23 de junio, dispuso una jueza federal de Miami. La jueza Joan Lenard dio plazo así para que tres acusados por Estados Unidos de actuar como agentes encubiertos del gobierno venezolano puedan acceder a las transcripciones y traducciones de videos y grabaciones en su contra obtenidas por el FBI. Asimismo, la magistrada fijó una nueva audiencia previa al juicio para el 3 de marzo de 2008, en la que se espera que los abogados se pronuncien sobre esos documentos y reiteren los pedidos de libertad provisional de los detenidos.
El 3 de marzo de 2008, otro venezolano, Carlos Kauffman, se declaró culpable de haber participado en la conspiración para callar a Antonini Wilson. El 23 de abril, el uruguayo Rodolfo Wenseele también se declaró culpable de los cargos federales en su contra. El 28 de septiembre de 2008 declaró la policía que descubrió la valija, María de Luján Telpuk (ya retirada del cargo, actualmente actriz), quien dijo estar «preocupada por su seguridad», y «dispuesta a dar un careo ante Antonini Wilson».
El día 17 de marzo de 2009 el venezolano Franklin Durán fue sentenciado a cuatro años de cárcel por conspirar y actuar como un agente del gobierno de su país para encubrir el destino del dinero decomisado.
El 9 de marzo del 2023 comenzó en Argentina, el juicio oral por el caso de la valija de Antonini Wilson, El debate está a cargo del Tribunal Oral en lo Penal Económico N° 1, con la ausencia de Antonini Wilson. Entre los acusados se destacan el exministro de Planificación Julio De Vido, el ex titular del Órgano de Control de Concesiones Viales (OCCOVI) Claudio Uberti, y el ex titular de la AFIP  Ricardo Echegaray.  Los otros cuatro acusados son funcionarios aduaneros: Rosa Nélida García, Guillermo David Lucangeli, María Cristina Gallini y Jorge Félix Lamastra

### Personas involucradas en el caso del maletín
| Número | Persona                         | nacionalidad | Estatus en 2007                                                            | situación legal                                             | Estatus en 2019                                    |
| ------ | ------------------------------- | ------------ | -------------------------------------------------------------------------- | ----------------------------------------------------------- | -------------------------------------------------- |
| 1      | Guido Alejandro Antonini Wilson | venezolano   | Empresario                                                                 | imputado colaborador liberado 2013, Solicitado en Argentina | vive en la isla de Key Biscayne, Miami             |
| 2      | Claudio Uberti                  | argentino    | director del OCCOVI                                                        | procesado imputado colaborador                              | vive en Argentina, embargo de 50 millones de pesos |
| 3      | Exequiel Espinoza               | argentino    | presidente de Enarsa                                                       | procesado                                                   |                                                    |
| 4      | Victoria Bereziuk               | argentina    | asistente de Uberti OCCOVI                                                 | colaborador                                                 |                                                    |
| 5      | Moisés Maionica                 | venezolano   | agentes de Venezuela                                                       | se declaró culpable EE. UU.                                 | 2 años de cárcel y multa $25.000                   |
| 6      | Franklin Durán                  | venezolano   | agentes de Venezuela                                                       | sentencia a cuatro años                                     | propietario de Venoco                              |
| 7      | Carlos Kauffman                 | venezolano   | agentes de Venezuela                                                       | se declaró culpable                                         | propietario de Venoco                              |
| 8      | Rodolfo Wanseele Paciello       | uruguayo     | Chofer - agentes de Venezuela                                              | se declaró culpable EE. UU.                                 | 2 años y 10 meses prisión                          |
| 9      | Sgto (GN)José Canchica Gómez    | venezolano   | agentes de Venezuela                                                       | enfrenta una condena a 15 años                              | Prófugo de la justicia de EE. UU., murió 2012      |
| 10     | Daniel Uzcategui Specht         | venezolano   | hijo del vicepresidente de PDVSA, Diego Uzcátegui                          | Solicitado en Argentina                                     |                                                    |
| 11     | Diego Uzcátegui Matheus         | venezolano   | vicepresidente de PDVSA, Presidía la filial PDVSA Argentina                | Solicitado en Argentina                                     | siguió trabajando desde el 2008 en PDVSA           |
| 12     | Julio De Vido                   | argentino    | ministro de Planificación Federal, Inversión Pública y Servicios 2003-2007 | procesado                                                   | embargo de 50 millones de pesos                    |
| 13     | Ricardo Echegaray               | argentino    | Director general de Aduanas 2004 y 2008                                    | procesado                                                   | embargo de 50 millones de pesos                    |